# Fusils Type 63/68

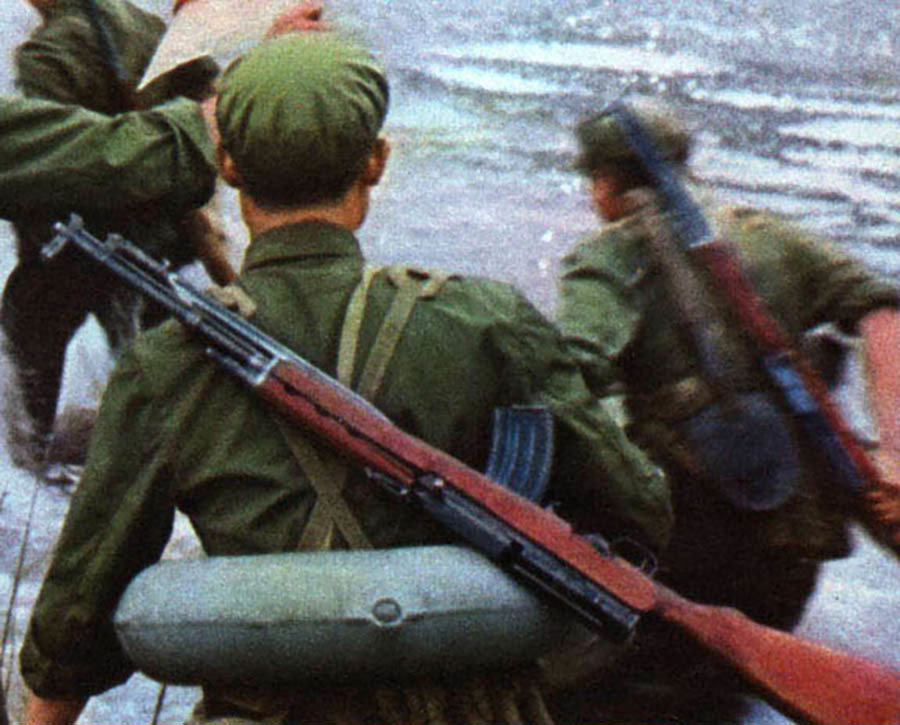
Soldats chinois en exercice portant des Fusils Type 63/68 en bandoulière.

Le fusil d'assaut  Type 63 a été conçu par l'industrie de l'armement de la république populaire de Chine pour armer les éléments de seconde ligne de l'Armée Populaire de Libération et la police chinoises. Il combine des éléments des copies locales des armes russes AK-47 et SKS. En 1968, l'arme est simplifiée (emploi de tôle emboutie, suppression de la baguette de nettoyage sous le canon) et reçoit un arrêtoir de culasse en fin de chargeur. Cette version est appelée Type 68 en Occident. En 1973, l'arrêtoir de culasse est modifié pour que l'arme utilise le chargeur du fusil Type 56 et est parfois nommé Type 73.

## Diffusion
Réglementaire en RPC de 1969 à 1978 (utilisation limité durant la Guerre sino-vietnamienne), ce fusil a été fourni à bas prix au Nord Vietnam, au Cambodge, à l'Afghanistan (livraison aux moudjahidine lors de la première guerre d'Afghanistan) et à certains pays africains (dont le Mali et le Togo), américains (Guyana). Le Mouvement populaire de l'Azawad a utilisé ces FA chinois comme  l'armée malienne lors de la rébellion touarègue de 1990-1996  Néanmoins son manque de fiabilité en tir automatique et son encombrement supérieur au AK-47 n'en font pas une arme recommandée pour l'usage militaire.

## Spécifications
- Longueur : 1,34 m (baïonnette déployée), 1,03 m (baïonnette repliée)
- Poids : 3,8 kg
- Calibre : 7,62 mm
- Portée utile maximum : 400 m
- Vitesse initiale : 735 m/s
- Cadence de tir : 40 coups/min (coup par coup); 60 coups/min (rafale)
- Capacité de chargeur : 15 ou 30 balles
- Cartouche:  7,62 × 39 mm Type 56

## Dans la culture populaire
Très peu vu au cinéma, le FA Type 68 apparait seulement dans Les Cerfs-volants de Kaboul aux mains des Talibans aux côtés des fusils Type 56 et 56-1 et pistolet Type 54 de manière crédible (la RPC fournissant de telles armes aux forces anti-soviétiques durant la guerre d'Afghanistan durant les années 1980). Ce réalisme comme la présence de T-34 et T-55M résulte du tournage en Chine populaire